# Сольвичегодськ
Сольвичего́дськ (рос. Сольвычегодск) — місто в Архангельської області Росії. Місто розташоване за 18 км від залізничного вузла Котлас. Пристань на річці Вичегда.
- Засновано в 14 столітті біля Соляного озера. В 15 столітті — Усольськ. Статус міста надано 1796
- Є бальнеогрязевий курорт (засновано 1923) — хлоридна, сульфатна, натрієва, мінеральна вода, сульфідна намулова грязь
- Є історико-художній музей. Серед пам'яток архітектури: Благовіщенський собор (16 століття), собор Введенського монастиря (17 століття)